# جوردان رودريغز
جوردان رودريغز (بالإنجليزية: Jordan Rodrigues)‏ هو ممثل وراقص أسترالي من أصل ماليزي. ولد يوم 20 يوليو 1992 في سيدني. بدأ التمثيل في 2003. مثّل في مسلسلات خفيف كالريشة وذهابا وإيابا وذا فوسترز.

## روابط خارجية
- جوردان رودريغز على موقع IMDb (الإنجليزية)
- جوردان رودريغز على موقع ألو سيني (الفرنسية)
- جوردان رودريغز على موقع أول موفي (الإنجليزية)
- جوردان رودريغز على موقع قاعدة بيانات الفيلم (الإنجليزية)
- جوردان رودريغز على موقع كينوبويسك (الروسية)